# Kamyszów
Kamyszów – wieś sołecka w Polsce położona w województwie świętokrzyskim, w powiecie kazimierskim, w gminie Kazimierza Wielka.
W latach 1975–1998 miejscowość administracyjnie należała do województwa kieleckiego.
| SIMC    | Nazwa    | Rodzaj    |
| ------- | -------- | --------- |
| 0241784 | Żabiniec | część wsi |